# فتح پادشاهی سورن توسط ساسانیان
فتح پادشاهی سورن توسط ساسانیان یک جنگ داخلی در ایران میان شاهنشاهی ساسانی و سورن‌های سکستان بود که در اواخر دهه ۲۳۰ یا اوایل دهه ۲۴۰ در پایان سلطنت اردشیر بابکان رخ داد. این فتح سکستان (سیستان) را برای نخستین بار پس از سده نخست میلادی تحت کنترل تیسفون درآورد.
گرچه اطلاعات زیادی در منابع تاریخی در مورد این جنگ در دست نیست، احتمالاً در تاریخ ملی ایران به شکل نبرد رستم و اسفندیار و همچنین سقوط خاندان پهلوانان، که پس از نبرد میان رستم و اسفندیار و هنگامی که کی بهمن، پسر اسفندیار، برای انتقام از مرگ پدرش به سکستان حمله کرد رخ داد، منعکس شده‌است. از قضا، در حالی که بهمن سده‌ها پیش از ظهور اردشیر بابکان شاهنشاه ساسانی، شاه ایران بود، او را با دو نام در شاهنامه و بهمن‌نامه می‌خوانند: کی بهمن و اردشیر.